# Parnassia tenella
Parnassia tenella är en benvedsväxtart som beskrevs av Joseph Dalton Hooker och Thomson. Parnassia tenella ingår i släktet Parnassia och familjen Celastraceae. Inga underarter finns listade.